# Tiroler Fussballverband
La Tiroler Fussballverband è la federazione calcistica dello stato federato austriaco del Tirolo. Fondata nel 1919, è una delle 9 federazioni regionali che compongono la ÖFB.
Organizza ogni anno un proprio campionato e una coppa riservati alle squadre affiliate, così come i tornei femminili e giovanili.

## Storia
La TFV nacque nel 1919 dalla scissione della Alpenländischer Fußballverband, che riuniva i club della regione alpina, in due associazioni distinte per Tirolo e Carinzia. Le squadre che precedentemente afferivano alla Gauverband Tirol confluirono quindi nella TFV: tra i membri fondatori SV Innsbruck, FC Rapid, FC Germania, R. u. R. Veldidena, ATV Innsbruck e Wacker Innsbruck, la squadra di gran lunga più nota.
Al momento della fondazione, la TFV rappresentava tutte le squadre della regione, oggi sono 150 in quanto i club del Tirolo orientale (Osttirol) rientrano nei ranghi della Kärntner Fußballverband.

## Struttura dei campionati

### Maschili

#### Tirol Liga
Il massimo campionato regionale tirolese è composto da un girone unico di 16 squadre, la vincente del quale è promossa in Regionalliga. Retrocedono in Landesliga le ultime classificate.

#### Landesliga
Suddivisa in due gruppi (Ost e West) da 14 squadre ciascuno, esprime due promozioni alla categoria superiore.

#### Gebietsliga
Suddivisa in due gruppi (Ost e West), il funzionamento è analogo alla categoria superiore.

#### Bezirksblätter Liga
È composta da due gruppi, Ost e West, di 14 club ciascuno, ed ha un funzionamento analogo a quello della Gebietsliga.

#### 1. Klasse
Il funzionamento è il medesimo delle categorie precedenti, con l'unica variante del numero di squadre per gruppo, 13 anziché 14.

#### 2. Klasse
Anche in questo caso l'unica differenza riguarda il numero di squadre impegnate nei due gironi Ost e West, 12 ciascuno.

### Femminili

#### Frauen Landesliga
Si compone di due raggruppamenti, Ost e West, da 12 squadre ciascuno. Le vincitrici spareggiano per la promozione in Frauen 2. Liga.

## Albo d'oro

### Campionato
- 1920-1921  TV Innsbruck
- 1921-1922  TV Innsbruck
- 1922-1923  SV Innsbruck
- 1923-1924  SV Innsbruck
- 1924-1925  SV Innsbruck
- 1925-1926  SV Innsbruck
- 1926-1927  Innsbrucker AC
- 1927-1928  Veldidena
- 1928-1929  Innsbrucker AC
- 1929-1930  Innsbrucker AC
- 1930-1931  Innsbrucker AC
- 1931-1932  Hötting
- 1932-1933  Innsbrucker AC
- 1933-1934  Hötting
- 1934-1935  Innsbrucker SK
- 1935-1936  Innsbrucker AC (Tirolo) e  Lustenau 07 (fase finale unificata Tirolo-Vorarlberg)
- 1936-1937  Innsbrucker AC
- 1937-1938  Innsbrucker SK
- 1938-1939  Wacker Innsbruck[1]
- 1939-1940 sconosciuto[1]
- 1940-1941  Wacker Innsbruck[1]
- 1941-1942  Reichsbahn Innsbruck[1]
- 1942-1943  Gebirgsartillerie Hall[1]
- 1943-1944  SV Innsbruck[1]
- 1944-1945 non disputato[1]
- 1945-1946  Innsbrucker AC
- 1946-1947  SV Innsbruck
- 1947-1948  Innsbrucker SK
- 1948-1949  Kufstein
- 1950-2006 sconosciuti
- 2006-2007  Kundl
- 2007-2008  Schwaz
- 2008-2009  Wacker Innsbruck Amateure
- 2009-2010Reichenau/Innsbruck
- 2010-2011  Hall

### Coppa
- 1926-1927 Innsbrucker AC
- 1927-1928 non disputata
- 1928-1929  Innsbrucker AC
- 1929-1930  Wacker Innsbruck (non ufficiale)
- 1930-1982 non disputata
- 1982-1983  Kufstein
- 1983-1984  ISK/Rum
- 1984-1985  Imst
- 1985-1986  Imst
- 1986-1987  Vils
- 1987-1988  St. Johann
- 1988-1989  Rietz
- 1989-1990  Kufstein Amateure
- 1990-1991  Rum
- 1991-1992  Axams
- 1992-1993  Wörgl
- 1993-1994  Wörgl
- 1994-1995  Kundl
- 1995-1996  Umhausen
- 1996-1997  Wörgl
- 1997-1998  Rum
- 1998-1999  Kundl
- 1999-2000  Kundl
- 2000-2001  Axams
- 2001-2002  Reichenau
- 2002-2003  Kufstein
- 2003-2004  Axams/Götzens
- 2004-2005  Axams/Götzens
- 2005-2006  Axams/Götzens
- 2006-2007  WSG Swarovski Tirol
- 2007-2008  WSG Swarovski Tirol
- 2008-2009  Schwaz
- 2009-2010  Kufstein
- 2010-2011  Hall